# Ho'oponopono
Hoʻoponopono (ho-o-pono-pono) is een oude Hawaïaanse manier van verzoening en vergeving. Vergelijkbare vergevingspraktijken werden uitgevoerd op de eilanden in de zuidelijke Stille Oceaan, waaronder Samoa, Tahiti en Nieuw-Zeeland. Als iemand fysiek of geestelijk ziek was, kwam de familie bij elkaar om hoʻoponopono te doen. Dit werd traditioneel geleid door een genezingspriester of kahuna lapaʻau Tegenwoordig wordt hoʻoponopono binnen de familie geleid door een ouder familielid of wordt het vergevingsproces individueel uitgevoerd.

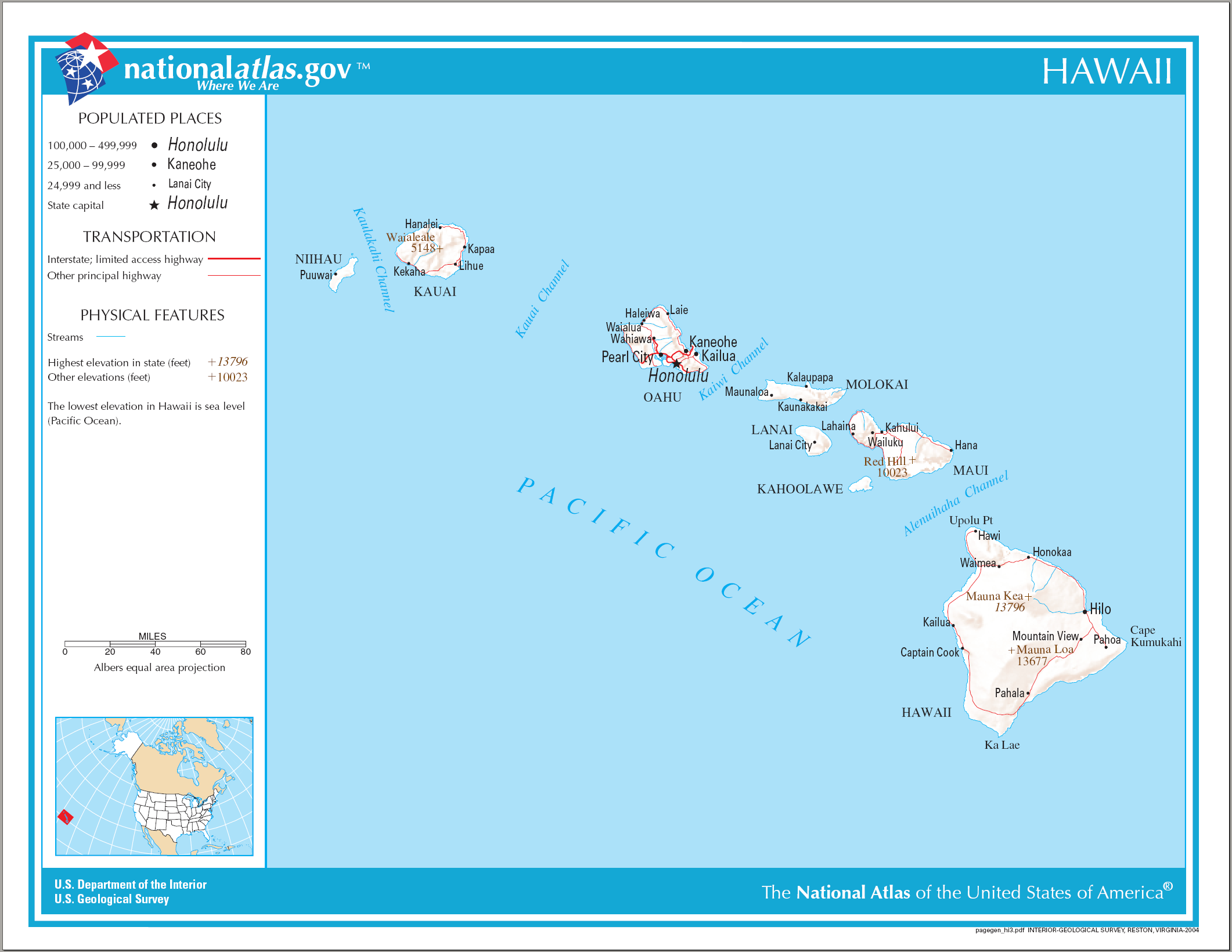
Kaart van Hawaï

## Polynesische antecedenten

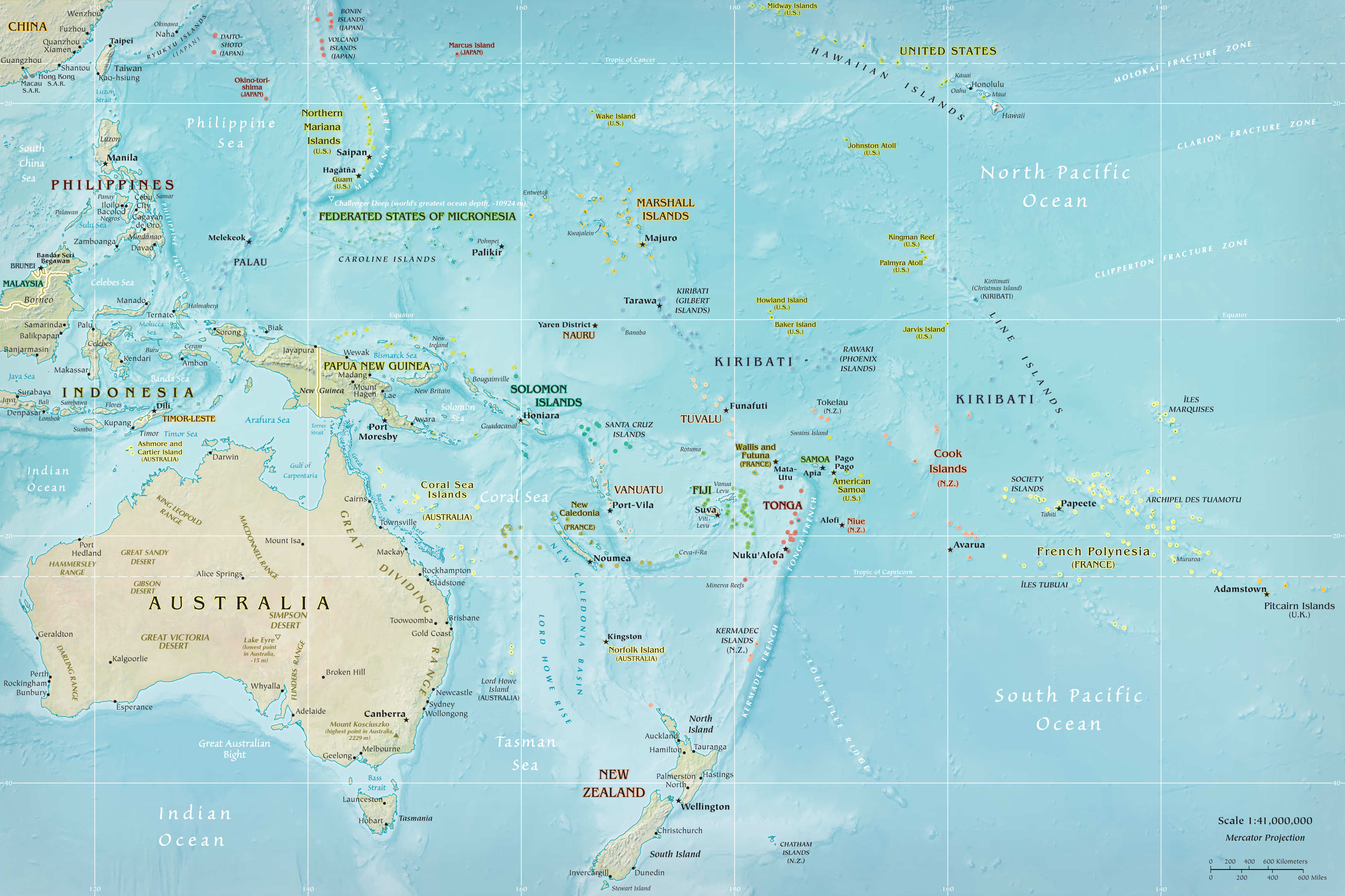
Kaart van Oceanië

In veel Polynesische culturen wordt aangenomen dat als een persoon zich fout gedraagt (hara of hala genoemd) dit ziekte veroorzaakt. Sommigen geloven dat wangedrag de goden kwaad maakt, anderen denken dat het kwaadwillige goden aantrekt en weer anderen geloven dat het schuldgevoel over misgedragingen ziekte veroorzaakt. In de meeste gevallen echter kunnen specifieke ‘ontbindende’ riten worden uitgevoerd als boetedoening voor dergelijke fouten en daardoor de zich opstapelende gevolgen te verminderen.
De bewoners van de Vanuatu-eilanden in de Stille Zuidzee geloven dat ziekte meestal wordt veroorzaakt door seksueel wangedrag of woede. Een lokale bewoner zei: "Als je twee of drie dagen boos bent, zal er ziekte komen". De therapie voor deze ziekte is schuldbekentenis. Zowel de patiënt als een familielid kunnen schuld bekennen. Als niemand een fout bekent kan de patiënt overlijden. De mensen uit Vanuatu geloven dat geheimhouding de ziekte kracht geeft. Wanneer de fout wordt beleden, heeft deze niet langer macht over de persoon.
Net als vele andere eilandbewoners, waaronder Hawaïanen, zijn de bewoners van Tikopia (Salomonseilanden) en van Rarotonga (Cookeilanden) van mening dat de zonden van de vader op de kinderen zullen overgaan. Als een kind ziek is, worden de ouders verdacht van ruzie of wangedrag. Naast ziekte, kan sociale onrust de grond onvruchtbaar maken of andere rampen veroorzaken. De harmonie zou alleen hersteld kunnen worden door schuld bekennen en verontschuldiging.
In Pukapuka, was het gebruikelijk om de patiënt een soort van belijdenis te laten doen om daardoor een passende behandelingsmethode te bepalen.
Vergelijkbare tradities zijn te vinden in Samoa, Tahiti, en onder de Māori van New Zealand.

## Traditionele Hawaïaanse praktijk

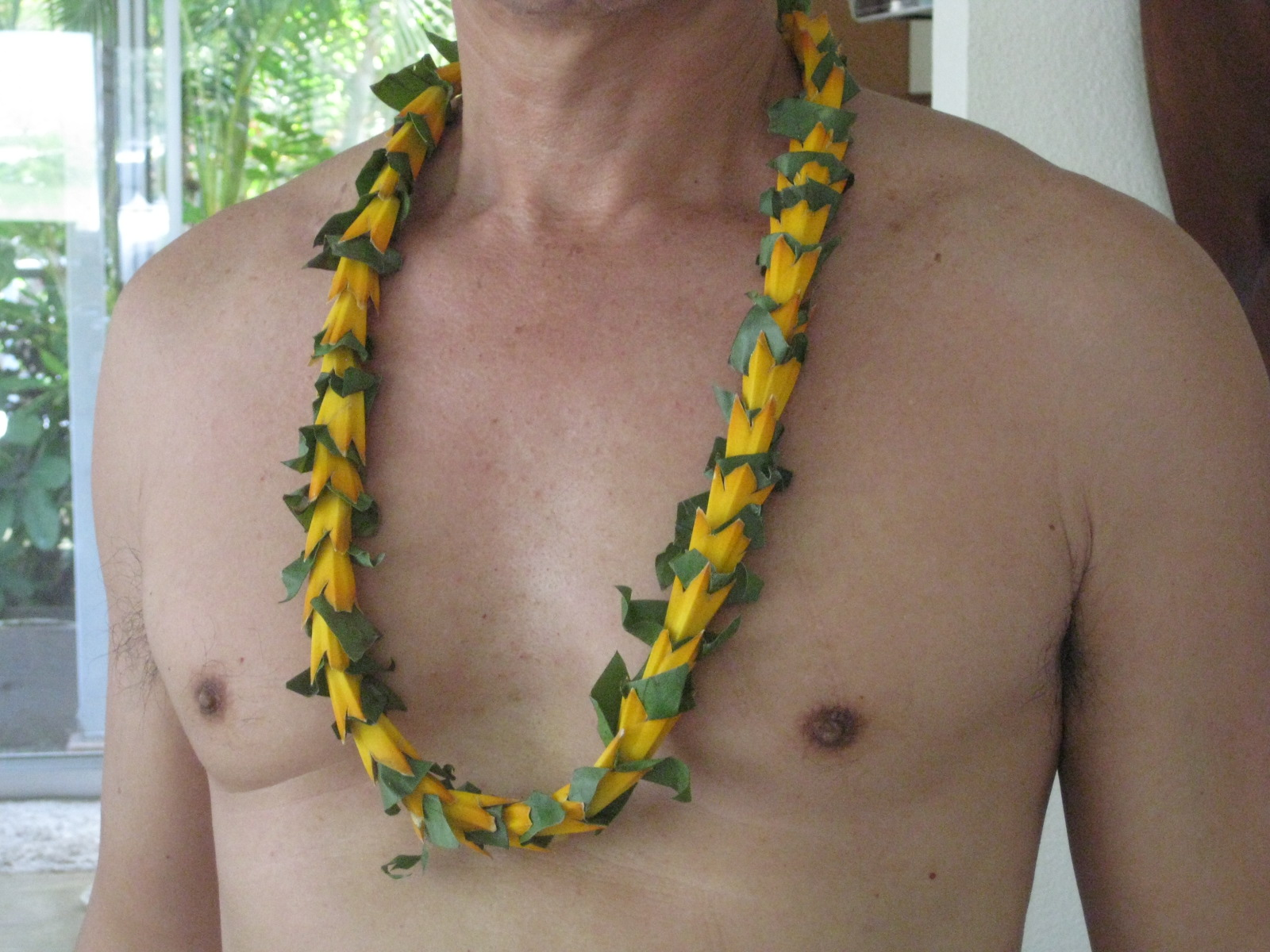
Een lei gemaakt van het fruit van de geurende schroefpalm. Een dergelijke lei werd uitgereikt bij het afronden van de hoʻoponopono in de traditie van Makaweliweli, een kahuna afkomstig van het eiland Molokaʻi

"Hoʻoponopono" wordt in het Hawaïaanse woordenboek gedefinieerd als ‘geestelijke reiniging: Familiebijeenkomsten waarbij relaties worden hersteld door middel van gebed, discussie, biecht, berouw en wederzijdse vergeving’.
Ho’oponopono is een samengesteld woord. Ho’o betekent ‘iets in gang zetten of doen’, gevolgd door het woord pono, dat staat voor ‘goed of correctheid’.
Pono heeft echter een scala aan betekenissen waarbij de positie van het woord in een Hawaïaanse zin bepaalt wat ermee bedoeld wordt.
Als zelfstandig naamwoord staat het voor 

goedheid, gerechtigheid, oprechtheid, moraal, goede actie, welzijn, welvaart, nuttig, voordeel, correctie, natuurlijke staat, in perfecte staat, correctheid, plicht.
Als bijvoeglijk naamwoord betekent het: moreel juist, correct, eerlijk, fatsoenlijk, rechtvaardig, deugdzaam, proper, nuttig, succesvol, accuraat, toereikend, ontspannen, opgelucht.
De verdubbeling ponopono betekent: rechtzetten, in orde brengen, opnieuw doen, herzien, herschikken, corrigeren, opruimen, schoonmaken, netjes maken.
Mary Kawena Pukui, de vooraanstaande specialist van de Hawaïaanse cultuur, schreef dat hoʻoponopono in het oude Hawaï een traditioneel gebruik was. Dit wordt bevestigd door de Hawaïaanse oudsten. Pukui, geboren in 1895, beschreef de ervaringen en observaties die zij van jongs af aan had met Ho’oponopono in haar in 1958 gepubliceerde boek.
In zijn in 1936 gepubliceerde boek beschrijft de auteur Max Freedom Long, die van 1917 tot ongeveer 1926 in Hawaï woonde, de traditionele Ho’oponopono zoals die door Hawaïaanse families gedaan werd.
Hoewel ze het woord hoʻoponopono niet gebruikten, schreven vroege Hawaïaanse historici over een geloof dat ziekte werd veroorzaakt door het breken van een Kapu of spirituele wet. De ziekte kon pas worden genezen als de patiënt boete deed voor deze overtreding, vaak met de hulp van een kahuna pule (gebedsgenezer) of een kahuna la’au lapa’au (kruidengenezer). Er werd vergeving gevraagd aan de goden of aan de persoon met wie er een geschil was. Pukui beschreef hoʻoponopono als een praktijk van het bijeenkomen van een familie om gebroken familierelaties weer te herstellen. Sommige families ontmoetten elkaar dagelijks of wekelijks om te voorkomen dat problemen zouden ontstaan.
Anderen deden hoʻoponopono als er iemand ziek was. Zij veronderstelden dat ziekte ontstaat door de stress van woede, schuld, verwijten en gebrek aan vergevingsgezindheid.
Kupuna Nana Veary schreef dat als een kind in haar familie ziek was, haar grootmoeder aan de ouders vroeg: “Wat hebben jullie gedaan?” Men geloofde dat genezing alleen kon plaatsvinden bij volledige vergeving van de hele familie.
Hoʻoponopono corrigeert, herstelt en onderhoudt goede relaties tussen familieleden en hun goden of God door naar de oorzaken en bronnen van problemen te gaan. Meestal wordt het proces geleid door het oudste familielid. Hij of zij roept de familie bij elkaar. Als de familie niet in staat is om een probleem op te lossen, wendt men zich tot een deskundige buitenstaander.
Het proces begint met een gebed. Het probleem wordt geformuleerd en de misdragingen besproken. Van de familieleden wordt verwacht dat zij problemen oplossen door samen te werken en niet vast te houden aan de fout. Eerlijkheid is een voorwaarde voor het proces. Bij verstrengeling van emoties en kwetsingen kan er een of meer perioden van stilte en reflectie genomen worden. De gevoelens van allen worden erkend. Dan volgt schuldbekentenis, berouw en vergeving. De verontschuldiging en vergeving moeten oprecht zijn, indien nodig na een bedenktijd. Alle aanwezigen worden bevrijd van de problemen (oki - lossnijden), meestal door een gebed. Iedereen laat elkaar daarna weer los en vrij. Gezamenlijk sluit men het gebeuren af met een ceremonieel feest, genaamd pani, waarbij vaak limu kala (kala zeewier) wordt gegeten, een symbool van de bevrijding.
Een andere manier om de voltooiing van de hoʻoponopono te duiden, werd gebruikt door de familie van kahuna Makaweliweli op het eiland Molokai, waarbij een ketting (lei) gemaakt van de vrucht van de halaboom over de schouders gedrapeerd werd van de persoon die vergeving had ontvangen.
Aunty Malia Craver, die meer dan dertig jaar werkzaam was in het Koningin Liliuokalani Children's Center, gaf les in traditionele hoʻoponopono. Op 30 augustus 2000 sprak ze hierover tot de Verenigde Naties.

## Moderne werkwijzen

### Toepassing van traditionele Ho’oponopono
Aan het eind van de twintigste eeuw begonnen rechtbanken in Hawaï te eisen dat zowel jonge als volwassen delinquenten als alternatieve geschillenbeslechting traditionele hoʻoponopono met hun gezin of familie moeten doen. Dit vindt plaats buiten de aanwezigheid van de rechter en wordt begeleid door een persoon die de familie kan kiezen uit een lijst van deskundige aanbieders, opgesteld door het gerechtshof.
Als alternatief voor gezinsbegeleiding bieden sommige inheemse artsen hun patiënten hoʻoponopono aan.

### Vrijheid van Karma

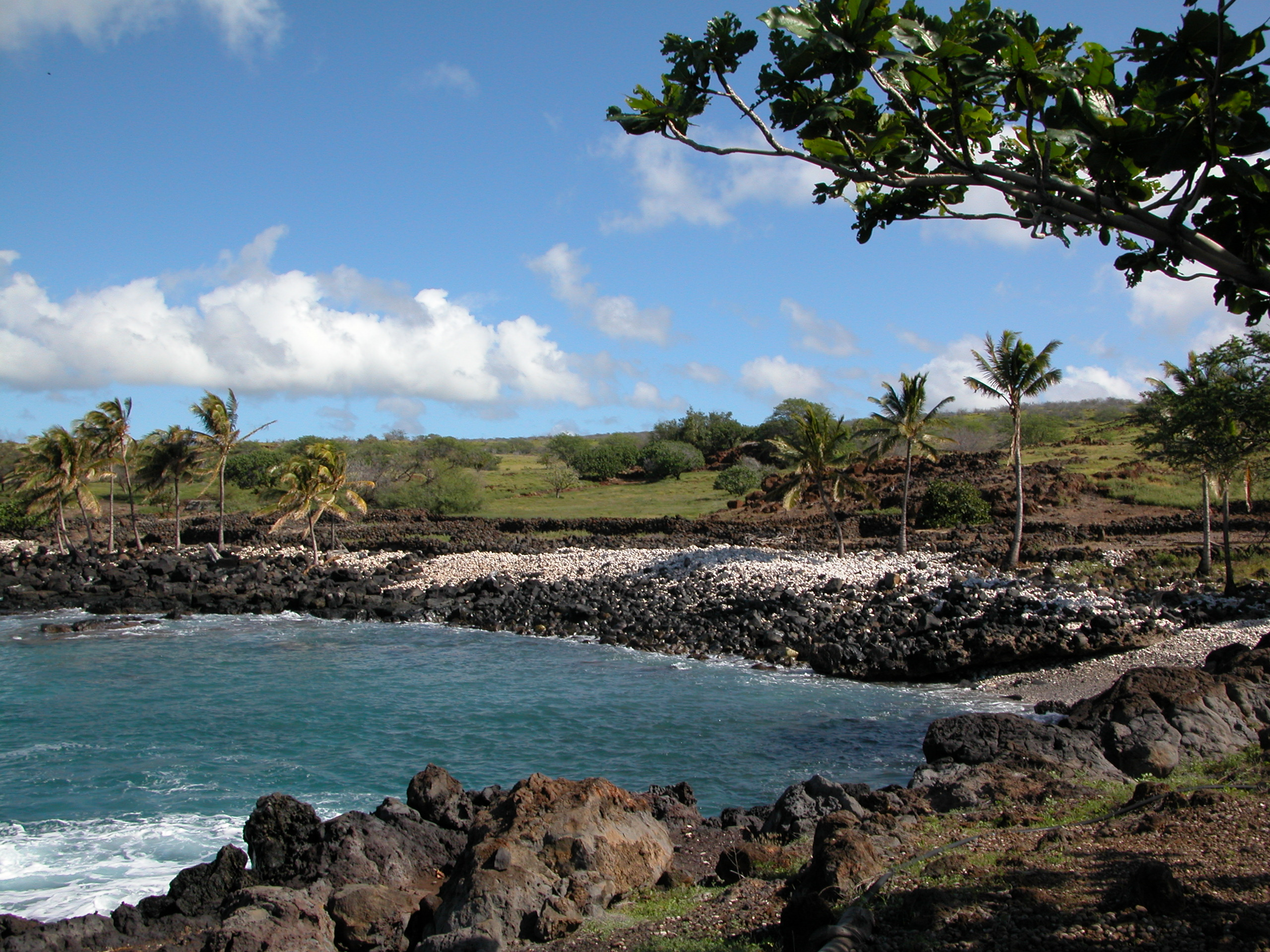
De deels gerestaureerde overblijfselen van het dorp Koaiʻe op het eiland Hawaï. Sinds begin 20e eeuw is dit dorp een centrum voor lapaʻau

Morrnah Simeona, een genezeres of kahuna la’au lapa’au begon in 1976 de traditionele hoʻoponopono van wederzijdse vergeving binnen de familie aan te passen aan de sociale realiteit van de moderne samenleving. Voor dit doel verbreedde zij het hoʻoponopono proces tot zowel een algemeen probleemoplossende methode als een psychologisch-spirituele zelfhulpmethode die individueel kan worden uitgevoerd.
Simeona's versie is beïnvloed door haar christelijk (protestants en katholiek) onderwijs en haar filosofische studies over India, China en Edgar Cayce. Net als bij de traditionele methode bevat haar ho’oponopono een openings- en slotgebed, wederzijdse erkenning van fouten, berouw, vergeving en herstel van relaties. In tegenstelling tot de Hawaïaanse traditie, ziet Morrnah Simeona problemen alleen als negatieve effecten van een oorzaak, ook wel Karma genoemd. Alhoewel het ook bij de familieoudsten algemeen bekend was dat je zelf de schepper bent van je huidige levensomstandigheden door ‘dingen die we hebben meegenomen uit andere levens.’ Alles wat je doet en ervaart wordt opgeslagen in je eigen geheugen en ook wordt dit weerspiegeld in elk mens of object dat  aanwezig was. Omdat de wet van oorzaak en gevolg overheerst in alles van het leven en levens, is het doel van haar methode vooral om zich te bevrijden van ongelukkige, negatieve ervaringen uit zowel het huidige als vorige levens, en trauma's uit de 'geheugenbanken' te verwijderen. Karmische gebondenheid belemmert de evolutie van de geest, zodat (karmische) reiniging een voorwaarde is voor het verruimen van bewustzijn. Door haar stapsgewijze proces zouden negatieve bindingen met mensen, plaatsen en voorwerpen worden gezuiverd en verbroken. Simeona maakte geen gebruik van mantra's of conditionerende oefeningen.
Haar leerstellingen zijn: Er is een Goddelijke Schepper die altruïstische gebeden verhoort. Als de zin “En het is volbracht” gezegd wordt na een gebed, betekent dit dat het werk van de mens klaar is en God begint. 'Zelf Identiteit' is de staat van bewustzijn als de 3 zelven of aspecten van het bewustzijn (onderbewustzijn, waakbewustzijn en bovenbewustzijn) in balans zijn en verbonden met de goddelijke schepper. In tegenstelling tot zelfzuchtige gebeden, bidt men bij altruïstische gebeden zoals hoʻoponopono ook voor de bevrijding van andere wezens en objecten, waardoor hoge vibraties van goddelijk niveau of de kosmos bereikt worden. Vanaf dat niveau zou goddelijke energie of mana komen, die traumatische herinneringen van verkeerde acties bij alle betrokkenen, ongeacht waar zij zich bevinden, zou transmuteren tot zuiver licht, "allen worden bevrijd". Door deze geestelijke transmutatie zouden problemen hun kracht verliezen om zich op fysiek niveau verder uit te werken en kan genezing of het terugkeren van harmonie beginnen. In die zin is de mana waar Simeona op duidt niet hetzelfde als het traditionele Polynesische begrip van Mana.
Pacifica Seminars, opgericht door Morrnah Simeona, begon de eerste hoʻoponopono-seminars in Duitsland. Seminars worden sindsdien regelmatig aangeboden in Duitsland, Polen, Frankrijk, Denemarken en Nederland.

### Het creëren van een staat van nul
Na het overlijden van Simeona in 1992, schreef haar vroegere student en administrateur Dr. Hew Len met Joe Vitale een boek genaamd Zero Limits waarin verwezen wordt naar Simeona’s hoʻoponoponoleer. Hew Len maakt er geen aanspraak op een kahuna te zijn. In tegenstelling tot Simeona’s leer komt het boek met het nieuwe idee dat de belangrijkste doelstelling van hoʻoponopono is om te komen tot ‘de staat van nul', waar we onbegrensde mogelijkheden zouden hebben, geen herinneringen, geen identiteit.’ Om deze staat te bereiken die Hew Len 'Zelf-I-Dentiteit' noemt, moet men voortdurend de mantra herhalen: "Het spijt me. Vergeef me. Ik hou van je. Dank je." Dit is gebaseerd op Hew Len’s idee van 100% verantwoordelijkheid, het nemen van verantwoordelijkheid voor de handelingen van iedereen, niet alleen die van jezelf. Als iemand volledige verantwoordelijkheid zou nemen voor zijn eigen leven, dan is alles wat men ziet, hoort, proeft, aanraakt of wat voor beleving dan ook, de verantwoordelijkheid van deze persoon omdat het zich voordoet in zijn of haar leven. Een probleem zou zich niet voordoen in de externe realiteit, maar in onszelf. Om onze werkelijkheid te veranderen, zouden we onszelf moeten veranderen. Totale verantwoordelijkheid, volgens Hew Len, gaat ervan uit dat alles bestaat als een projectie vanuit de persoon zelf. Als zodanig is het vergelijkbaar met de filosofie van het solipsisme, echter het verschilt hiervan omdat het niet de realiteit ontkent van het bewustzijn van anderen.